# Биг Джо-1
«Меркурий-Биг Джо» — часть программы «Меркурий», в рамках которой произведён всего один пуск — 9 сентября 1959 года запущен спутник Биг Джо-1 (BJ-1) со стартовой площадки LA-14 базы ВВС США на мысе Канаверал. Это был суборбитальный полёт НАСА. Задачи подпрограммы «Меркурий-Биг Джо» — испытание абляционного теплозащитного экрана, отработка технологии его отстрела и определение устойчивости космического корабля в момент его сброса. Так как все эти задачи попутно решались во всех пусках программы «Меркурий», после первого успешного запуска спутника Биг Джо-1 подпрограмму решено было закрыть.

## Старт

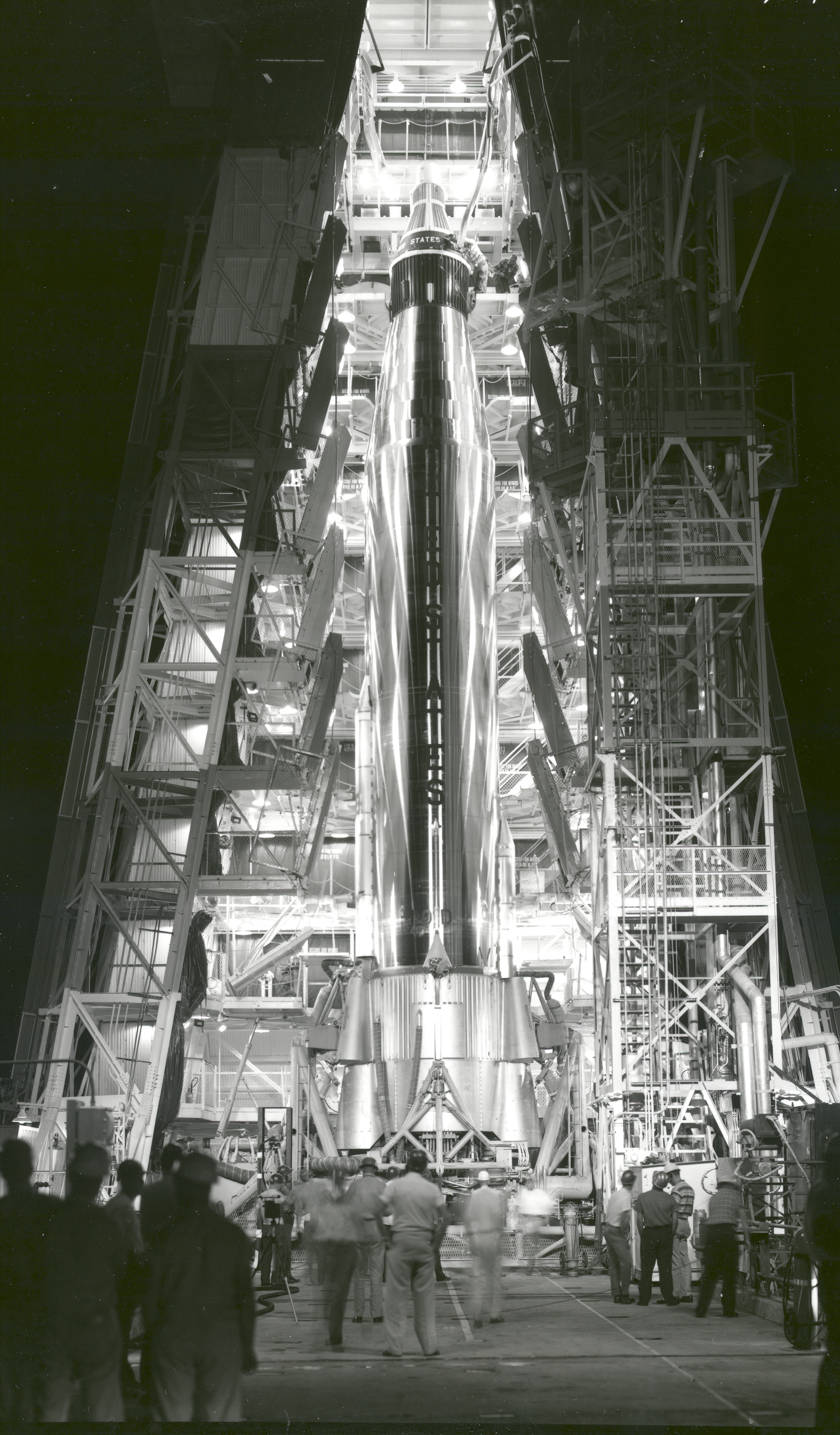
Биг Джо-1 на LC-14. Сентябрь 1959 года

«Биг Джо-1» стартовал на РН «Атлас-D» как массогабаритный макет капсулы космического корабля Меркурий с Мыса Канаверал, Флорида, 9 сентября 1959 года. Цель полета состояла в том, чтобы проверить поведение космического корабля Меркурий при сбрасывании теплозащитного экрана. Это было первое использование ракеты-носителя Атлас для полётов КК «Меркурий».
Полёт был успешным, но с оговорками — абляционный теплозащитный экран выдержал спуск и был в удивительно хорошем состоянии, когда его выловили из Атлантического океана. 
На активном участке траектории боковые двигатели Атласа-D слишком поздно отделились от ракеты, в результате чего возник недолёт капсулы в 500 миль относительно расчётной точки. Макет не был оборудован системой аварийного спасения (САС). Капсула Меркурия пролетела по баллистической траектории 2292 километра, поднявшись в точке апогея 140 км. Капсула приземлилась после 13-минутного полета. В дальнейшем были учтены все эффекты от воздействия высокой температуры при спуске, как и другие результаты полёта. Полученные данные от полёта «Биг Джо-1» привели к отмене НАСА еще одного запланированного запуска по проекту «Биг Джо». Второй запуск — Биг Джо-2, который был намечен на конец 1959 года, и ракета-носитель (Атлас 20D) были переданы другой программе.
Масса макета: 1 159 кг. Регистрационные номера РН: Атлас 628/10-D, космический корабль Меркурий — прототип.

## В настоящее время
Космический корабль Меркурий, использованный в полете Биг Джо-1, экспонируется в Национальном музее Авиации и космонавтики в Центре Стивена Ф. Эдвар-Хейзи, Шантильи, Вирджиния.